# San Vitero
San Vitero község Spanyolországban,  Zamora tartományban. San Vitero San Vicente de la Cabeza, Rabanales, Alcañices, Rábano de Aliste, Viñas, Figueruela de Arriba és Mahide községekkel határos. Lakosainak száma 429 fő (2024).

## Népesség
A település népessége az utóbbi években az alábbiak szerint változott:
| Lakosok száma | 718  | 677  | 659  | 669  | 618  | 578  | 534  | 516  | 449  | 429  |
|               | 2001 | 2004 | 2007 | 2009 | 2012 | 2014 | 2017 | 2019 | 2022 | 2024 |